# Château de la Verrerie (Saône-et-Loire)

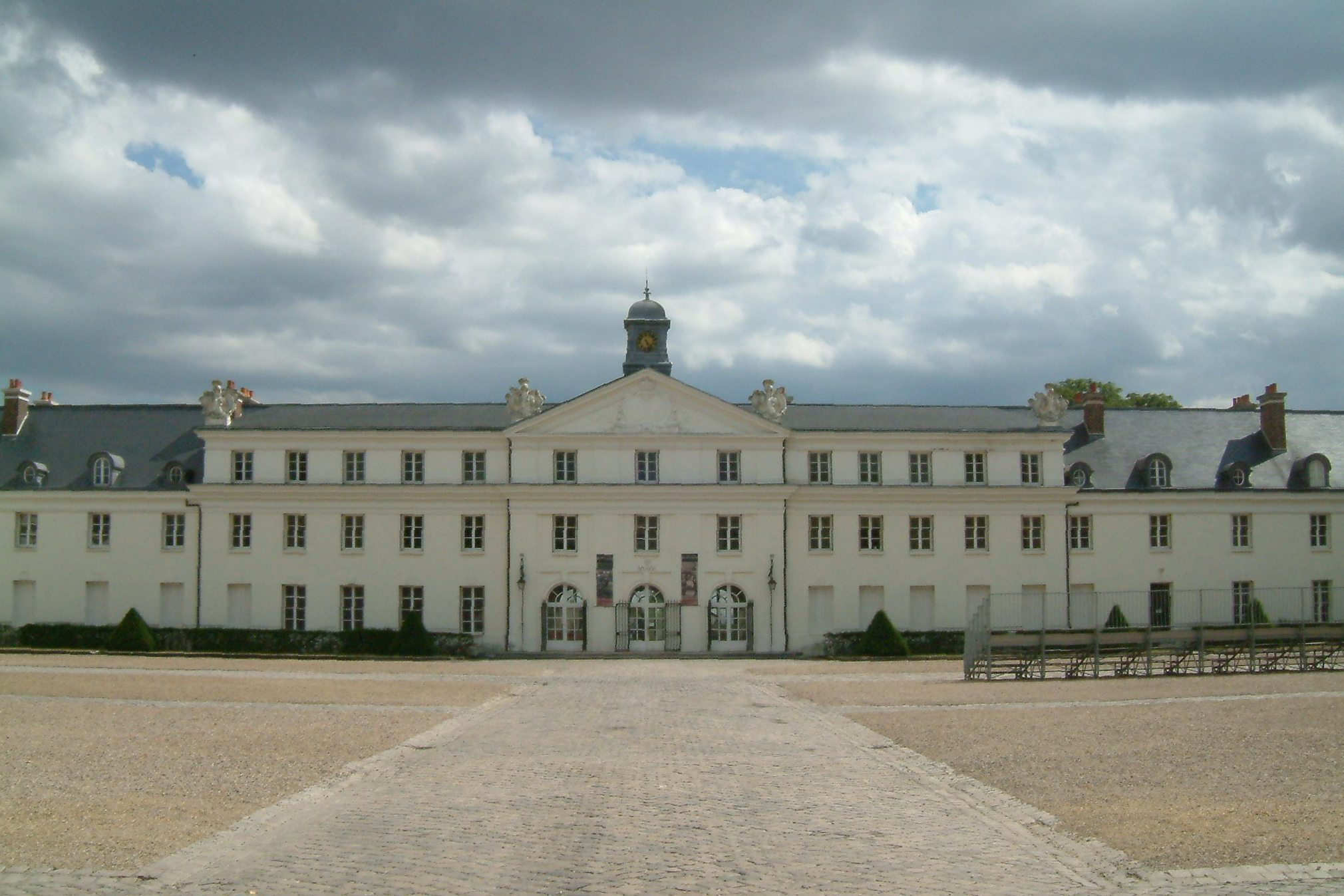
Fachada do Château de la Verrerie.

O Château de la Verrerie é um palácio francês situado na comuna de Creusot, departamento de Saône-et-Loire.
Está classificado com o título de Monumento Histórico desde Dezembro de 1984.

## História

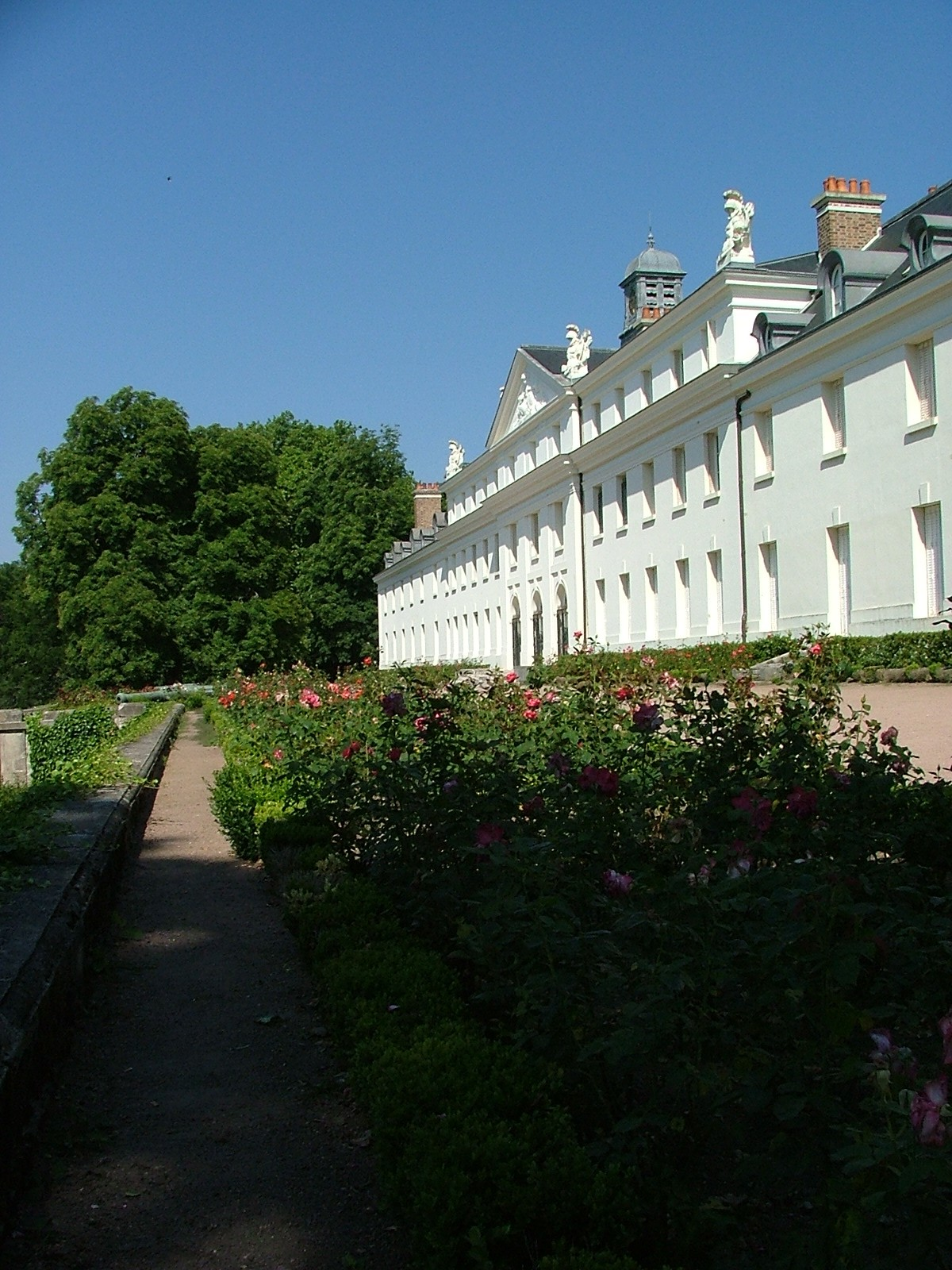
Fachada do Château de la Verrerie voltada para o jardim.

A manufactura de cristais de Sèvres foi transferida para Creusot em 1784 porque a proximidade do carvão permitia reduzir os custos da fusão do vidro. Depois, de 1784 a 1788, a nova cristalaria tomou o nome de Manufacture de Cristaux de la Reine (Manufactura de Cristais da Rainha).
Durante a revolução francesa e a restauração, a cristalaria, conhecida pelo seu processo de talha em "ponta de diamante", funcionou de forma caótica.
Em 1818, a fábrica de vidro mudou de proprietário e, depois, foi vendida em 1833 às Companhias de Baccarat e de Saint-Louis. Em 1837, já inutilizada, foi vendida aos irmãos Schneider, que empreenderam transformações no edifício em 1847; a cristalaria tornou-se, então, na residência da família Schneider.

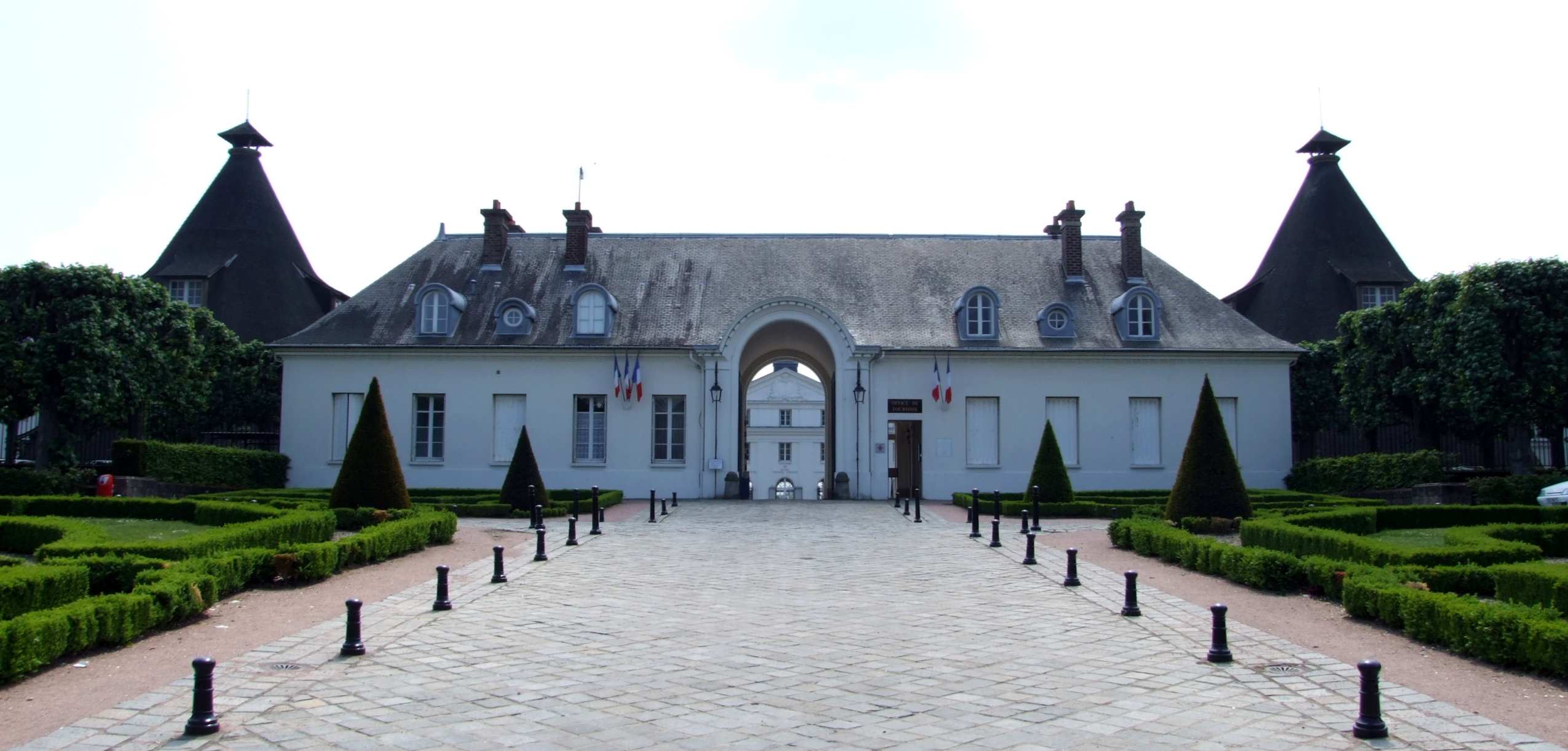
Entrada do Château de la Verrerie.

No início do século XX, os lugares, que receberam a visita de chefes de Estado estrangeiros, foram transformados em palácio com parque, sendo a partir de então chamado de Château de la Verrerie. Durante a Segunda Guerra Mundial, sofreu importantes degradações sob a aocupação alemã e durante os bombardeamentos aliados.
A cidade de Creusot comprou o palácio e o seu parque em 1969, tendo instalado ali o Musée de l'Homme et de l'Industrie (Museu do Homem e da Indústria), o Écomusée (Ecomuseu) e a Comunidade Urbana, em 1971, e. mais tarde, em 1988, aAcadémie François Bourdon (Academia François Bourdon).

## Arquitectura
A Manufacture des Cristaux de la Reine é um edifício construído em 1786, seguindo os planos do arquitecto Barthélemy Jeanson. Foi transformada em Château de la Verrerie e depois renovada entre 1903 e 1912 pelo arquitecto Ernest Sanson e pelos arquitectos paisagistas Henri e Achille Duchêne.

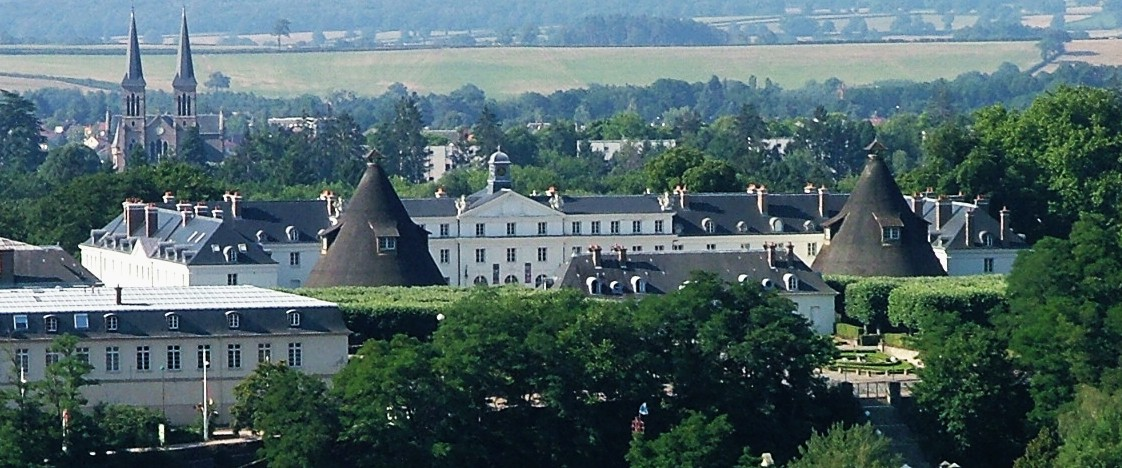
Vista geral do conjunto.

Trata-se dum vasto edifício em U formado por um corpo principal e duas alas perpendiculares. A parte central do corpo principal comporta um andar ático. Ao centro, um avant-corps destaca-se em ligeiro avanço. Composto por três tramos, é coroado por um frontão esculpido com as armas da França e da Áustria. Troféus de armas datados do século XIX flanqueiam os telhados desta parte central. As alas possuem, igualmente, no seu centro um avant-corps de três tramos coroado por um frontão com oculus.
O pátio é limitado por um corpo de passagem e por duas construções cónicas, cobertas por telhas planas, que abrigavam os fornos e que foram transformadas, uma em teatro, a outra em capela e, depois, em sala de exposição.

## Centros de interesse
- O Château de la Verrerie e o seu parque desenhado por Achille Duchêne;

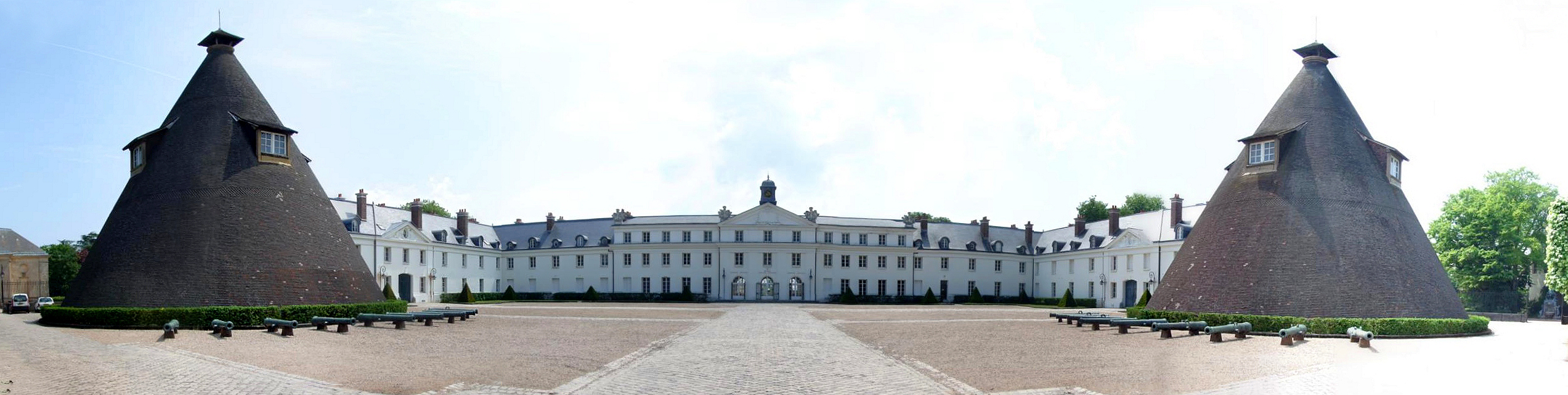
Vista panorâmica do Château de la Verrerie com os fornos da antiga cristalaria em primeiro plano.

- A Cristalaria da Rainha